# Raúl Nogués
Raúl Nogués (Buenos Aires, 26 febbraio 1952) è un ex calciatore argentino, di ruolo centrocampista.

## Carriera
Vinse la Coppa di Francia 1976 con il Marsiglia ed il campionato francese 1977-1978 con il Monaco.

## Palmarès

### Club

#### Competizioni nazionali
- Ligue 2: 1

LOSC Lille: 1973-1974
- Campionato francese: 1

Monaco: 1977-1978
- Coppa di Francia: 2

Olympique Marsiglia: 1975-1976
Monaco: 1979-1980

#### Competizioni internazionali
- Coppa delle Alpi: 1

Monaco: 1979

### Individuale
- Calciatore straniero dell'anno del campionato svizzero: 1

1984